# Збарацкий, Яков Порфирьевич
Яков Порфирьевич Збарацкий (23 октября 1923 года — 22 августа 2006 года) — участник Великой Отечественной войны, полный кавалер Ордена Славы (1946).

## Биография
Родился 23 октября 1923 года в селе Боровица ныне Чернобаевского района Черкасской области в крестьянской семье.
Окончил 7 классов и ремесленное училище в Днепропетровске. В 1943 году призван в РККА.
7 марта 1944 года гвардии рядовой Збарацкий, будучи орудийным номером 45-мм пушки 244-го гвардейского стрелкового полка 82-й гвардейской стрелковой дивизии 8-й гвардейской армии 1-го Белорусского фронта, в бою за населённый пункт Старогруд в 14 км к югу от города Миньск-Мазовецки подбил два штурмовых орудия противника. 25 апреля 1944 года награждён орденом Славы 3 степени.
17 января 1945 года гвардии сержант Збарацкий, будучи наводчиком 45-мм пушки 244-го гвардейского стрелкового полка при прорыве вражеской обороны противника вблизи города Рава-Мазовецка прямой наводкой поразил 7 пулемётных точек и до отделения вражеской пехоты. 17 марта 1945 года награждён орденом Славы 2 степени.
С 18 по 23 апреля 1945 года в боях за Берлин точным огнём поджёг танк и БТР, подавил дот и несколько вражеских пулемётов. 23 апреля 1945 года в Берлине при форсировании канала отражал контратаку противника и в бою уничтожил автомобиль с боеприпасами и более 10 автоматчиков. Указом Президиума Верховного Совета СССР от 15 мая 1946 года награждён орденом Славы 1 степени, став полным кавалером ордена Славы.

## Награды
- орден Славы 3 степени (7.3.1944)[1]
- орден Славы 2 степени (17.3.1945)[2]
- орден Славы 1 степени (15.5.1946)[3]
- орден Красной Звезды (13.3.1945)[4]
- орден Отечественной войны 1 степени (1.3.1985)[5]